# West Brighton

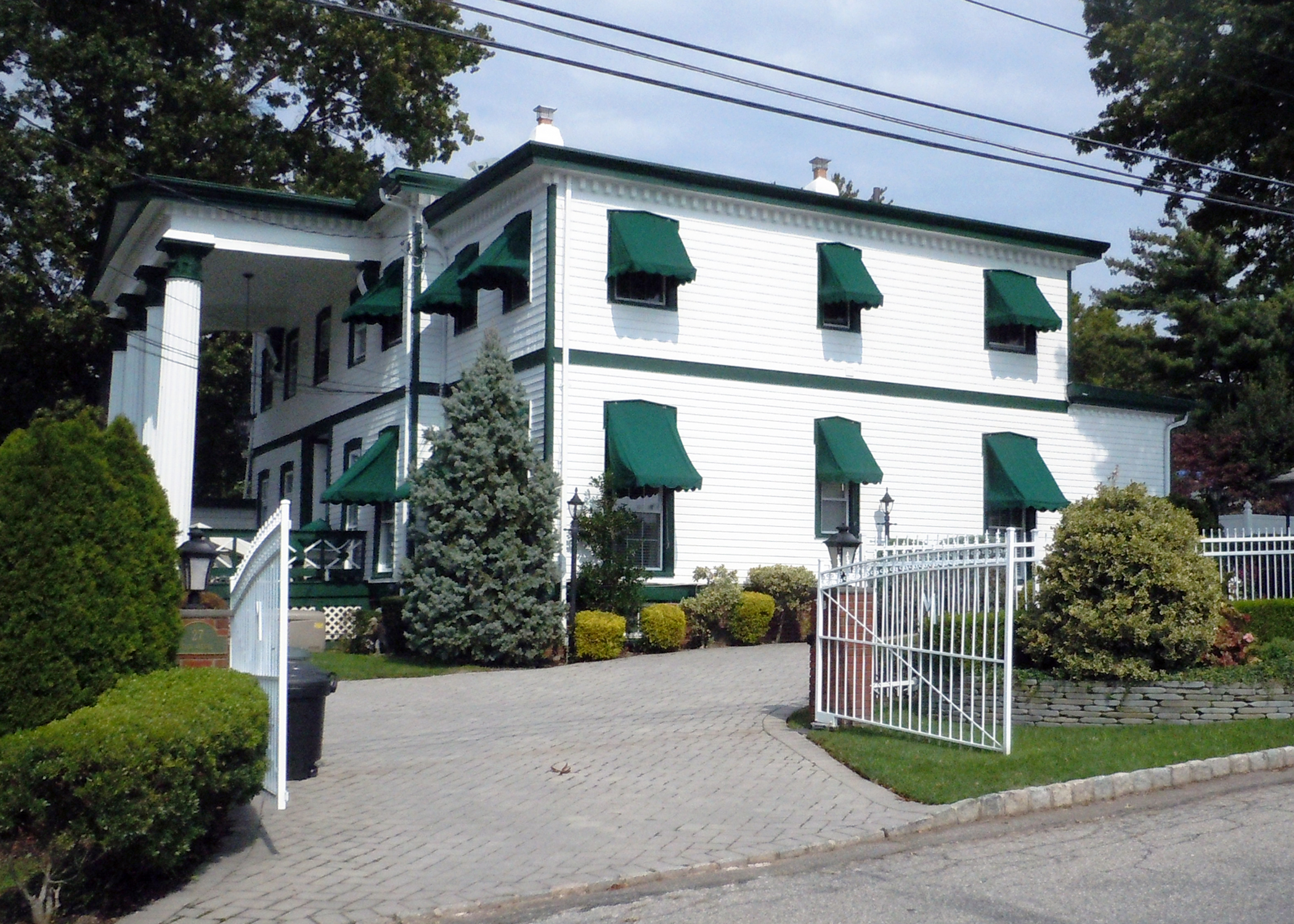
Gardiner-Tyler-House

West Brighton ist ein Stadtviertel Norden des Stadtbezirks (Borough) Staten Island, New York City, mit rund 14.300 Einwohnern.

## Lage
West Brighton liegt zentral im nördlichen Teil von Staten Island und wird von den Hauptverkehrsadern Forest Avenue und Castleton Avenue durchzogen.

## Demografie
Die Bevölkerung setzt sich zusammen aus etwa 54 % Weißen, 26 % Hispanics, 13 % Afroamerikanern und 3 % Asiaten. Das Durchschnittsalter liegt bei 36 Jahren, der Anteil von US-geborenen Bürgern beträgt 73 %. Das mittlere Haushaltseinkommen liegt bei rund 129.000 US-Dollar, wobei etwa 40 % der Haushalte ein Einkommen von über 150.000 US-Dollar erzielen.

## Geschichte
Die Entwicklung von West Brighton begann im 19. Jahrhundert, als das Gebiet als Verkehrsknotenpunkt an Bedeutung gewann. Ursprünglich von europäischen Einwanderern geprägt, entwickelte sich das Viertel im Laufe des 20. Jahrhunderts zu einem Schmelztiegel verschiedener Kulturen. Heute spiegelt die Nachbarschaft die Geschichte der Einwanderung und des sozialen Wandels auf Staten Island wider.